# Ройал-Оук
Ройал-Оук (англ. Royal Oak; ирл. An Dair Ríoga) — деревня в Ирландии, находится в графстве Карлоу (провинция Ленстер) у трассы N9 (ведущей из Дублина в Килкенни), неподалёку от Мине-Бега.